# La era
La era o El verano es el más grande de los cartones para tapices pintados por Francisco de Goya para la Real Fábrica de Tapices de Santa Bárbara. Formaba parte de su quinta serie, dedicada a temas costumbristas y con destino a la Pieza de Comer de los Príncipes de Asturias en el Palacio de El Pardo.

## Análisis del cuadro
Mide 276 por 641 centímetros. Francisco de Goya utiliza colores cálidos como marrón, amarillo o naranja. Un grupo de segadores descansa del calor sentados sobre trigo recién cosechado. A pesar de que algunas personas en la derecha prosiguen el trabajo, en la izquierda unos hombres intentan embriagar a un campesino, conocido como el bobo del pueblo, a tenor de sus ropas y actitudes.
Como parte de su programa decorativo de las cuatro estaciones, Goya no recurre aquí a la tradicional representación del verano —Ceres coronada de espigas— sino que muestra una escena popular y campechana. La esencia del artista se plasma de una manera magistral en la siesta de los trabajadores.
Goya recurre aquí a la composición en pirámide heredada de Mengs, alcanzando así un gran éxito. El atardecer estival ha sido logrado con maestría, recayendo la luz sobre las tonalidades amarillentas del trigo. Pero son los gestos de las figuras lo que convierten a esta obra en una fiel preconización del posterior talento del aragonés como retratista, al captar magníficamente los gestos de las figuras. El mínimo tamaño de los equinos, sin embargo, resta mérito a la representación goyesca del ambiente.
El cuadro, perteneciente al Museo del Prado, fue sometido a una restauración en 2014-15, centrada en la eliminación de capas de barnices oxidados. Se presentó al público ya limpio en julio de 2015, al hilo de la reapertura de varias salas del museo dedicadas a los cartones de Goya y a otros autores de su época.
Existe un boceto para este cuadro, titulado La trilla y que se custodia en el Museo Lázaro Galdiano.